# Haim Harari
Haim Harari (hébreu : חיים הררי ; né le 18 novembre 1940) est un physicien théoricien israélien qui a apporté des contributions à la physique des particules, à l'enseignement des sciences et à d'autres domaines. Il est président de l'Institut Weizmann des sciences de 1988 à 2001.

## Biographie
Haim Harari est né à Jérusalem en Palestine mandataire. Sa famille vit dans la région qui est maintenant Israël depuis cinq générations. Il est le fils de Yizhar Harari, membre de la Knesset, et Dina Neumann. Harari obtient son M.Sc. et doctorat en physique de l'Université hébraïque de Jérusalem.

## Carrière académique
En 1967, après avoir terminé son doctorat, il devient le plus jeune professeur de l'Institut Weizmann. Il est le fondateur et le premier président du conseil d'administration (1999-2015) du Davidson Institute of Science Education à l'Institut Weizmann et il est actuellement président du comité de gestion du Weizmann Global Endowment Management Trust à New York. En 1979, il est élu président du Comité de planification et de budgétisation (PBC) du Conseil de l'enseignement supérieur, exerçant deux mandats jusqu'en 1985. Au cours de son mandat de président de la PBC, il crée le Centre de calcul interuniversitaire d'Israël (IUCC) et jette les bases du réseau informatique universitaire en Israël. Il est président, de 1988 à 2001, de l'Institut Weizmann des sciences. Au cours de sa présidence, l'Institut Weizmann, entièrement destiné à la recherche fondamentale, devient l'un des principaux organismes de recherche universitaire rémunérateurs au monde.
Harari apporte des contributions majeures à trois domaines différents : la recherche en physique des particules sur la scène internationale, l'enseignement des sciences dans le système scolaire israélien et l'administration scientifique et l'élaboration des politiques.
Harari invente le nom des quarks top et bottom, prédit en 1973 par Kobayashi et Maskawa et fait la première déclaration complète du modèle standard à six quarks et six leptons de la physique des particules (au Stanford 1975 Conférence Lepton-Photon). Il propose également le modèle de Rishon, un modèle pour une sous-structure de quarks et de leptons, actuellement considérés comme les particules les plus fondamentales de la nature. Il n'y a pas encore de preuves expérimentales pour une telle sous-structure.
Il est le cofondateur (1974) de Perach, un projet national de tutorat et de mentorat dans lequel plus de 20 000 étudiants israéliens de premier cycle reçoivent une bourse de scolarité en échange de quatre heures par semaine consacrés à un enfant issu d'un milieu socio-économique défavorisé. Il initie également et établit à Tel-Aviv (1988) un centre d'enseignement des sciences "HEMDA", dans lequel les lycéens effectuent toutes leurs études de physique dans des laboratoires avancés et avec des professeurs hautement qualifiés, au lieu de les poursuivre dans leurs propres écoles. Harari est président des deux projets, depuis leur création jusqu'à récemment.